# Nudžein Geca
Nudžein Geca (Goražde, 5 ottobre 1966) è un ex calciatore bosniaco, di ruolo difensore.

## Palmarès

### Club

#### Competizioni nazionali
- Campionato bosniaco: 2

Bosna Visoko: 1997-1998
Željezničar: 2001-2002
- Supercoppa della Bosnia ed Erzegovina: 1

Bosna Visoko: 1999

## Statistiche

### Cronologia presenze e reti in nazionale
| Cronologia completa delle presenze e delle reti in nazionale ― Bosnia ed Erzegovina | Cronologia completa delle presenze e delle reti in nazionale ― Bosnia ed Erzegovina | Cronologia completa delle presenze e delle reti in nazionale ― Bosnia ed Erzegovina | Cronologia completa delle presenze e delle reti in nazionale ― Bosnia ed Erzegovina | Cronologia completa delle presenze e delle reti in nazionale ― Bosnia ed Erzegovina | Cronologia completa delle presenze e delle reti in nazionale ― Bosnia ed Erzegovina | Cronologia completa delle presenze e delle reti in nazionale ― Bosnia ed Erzegovina | Cronologia completa delle presenze e delle reti in nazionale ― Bosnia ed Erzegovina |
| Data                                                                                | Città                                                                               | In casa                                                                             | Risultato                                                                           | Ospiti                                                                              | Competizione                                                                        | Reti                                                                                | Note                                                                                |
| ----------------------------------------------------------------------------------- | ----------------------------------------------------------------------------------- | ----------------------------------------------------------------------------------- | ----------------------------------------------------------------------------------- | ----------------------------------------------------------------------------------- | ----------------------------------------------------------------------------------- | ----------------------------------------------------------------------------------- | ----------------------------------------------------------------------------------- |
| 12-9-1993                                                                           | Teheran                                                                             | Iran                                                                                | 1 – 3                                                                               | Bosnia ed Erzegovina                                                                | Amichevole                                                                          | -                                                                                   |                                                                                     |
| 8-10-1996                                                                           | Bologna                                                                             | Bosnia ed Erzegovina                                                                | 1 – 4                                                                               | Croazia                                                                             | Qual. Mondiali 1998                                                                 | -                                                                                   | 9’                                                                                  |
| 18-12-1996                                                                          | Manaus                                                                              | Brasile                                                                             | 1 – 0                                                                               | Bosnia ed Erzegovina                                                                | Amichevole                                                                          | -                                                                                   |                                                                                     |
| 22-2-1997                                                                           | Kuala Lumpur                                                                        | Vietnam                                                                             | 0 – 4                                                                               | Bosnia ed Erzegovina                                                                | Dunill Cup - 1º turno                                                               | -                                                                                   |                                                                                     |
| 28-2-1997                                                                           | Kuala Lumpur                                                                        | Malaysia                                                                            | 0 – 1                                                                               | Bosnia ed Erzegovina                                                                | Dunill Cup - Semifinale                                                             | -                                                                                   | 46’                                                                                 |
| 2-3-1997                                                                            | Kuala Lumpur                                                                        | Cina                                                                                | 3 – 0                                                                               | Bosnia ed Erzegovina                                                                | Dunill Cup - Finale                                                                 | -                                                                                   |                                                                                     |
| 5-11-1997                                                                           | Tunisi                                                                              | Tunisia                                                                             | 2 – 1                                                                               | Bosnia ed Erzegovina                                                                | Amichevole                                                                          | -                                                                                   | 46’                                                                                 |
| Totale                                                                              |                                                                                     | Presenze                                                                            | 7                                                                                   |                                                                                     | Reti                                                                                | 0                                                                                   |                                                                                     |